# Kophobelemnon pauciflorum
Kophobelemnon pauciflorum är en korallart som beskrevs av Sydney John Hickson 1916. Kophobelemnon pauciflorum ingår i släktet Kophobelemnon och familjen Kophobelemnidae. Inga underarter finns listade i Catalogue of Life.